# Trollech
Trollech je plzeňská blackmetalová skupina. Byla založena na podzim roku 1999 dvěma plzeňskými hudebníky, Lordem Morbivodem (kytara, zpěv) a Asurou Godwar Gorgon's Rayem (baskytara, zpěv), v letech 2001–2006 zde také působil druhý kytarista Johannes.
Členové kapely jsou stylizováni do podoby strážců říše Trollech, prastaré lesní země, v níž dodnes přežívají bájné magické bytosti. Jejich písně jsou hrané působivým stylem, místy dunivým, místy syrovým. Texty, v drtivé většině v češtině a chrčené typickým blackmetalovým growlem, velebí přírodu, lesy, stromy, zvířata a živly, využívají mimo jiné i regionální pověsti, jsou spjaté s určitými místy (hrad Radyně apod.) a urputně se brání vlivům soudobého světa.
Trollech nikdy neměl bubeníka, drtivá většina bicích je nahraná pomocí automatu. Na albu Skryti v mlze sice vystupuje živý bubeník, ovšem pouze hostující. V současné době má Trollech dva členy, Asuru a Lorda Morbivoda.
V prosinci 2006 Trollech představili na brněnském Metalswapu nového kytaristu a dle slov kapely by se měl stát stálým členem, stejně jako bubeník Lord Sheafraidh ze Stínů plamenů
Kytarista Throllmas a Lord Sheafraidh se stali oficiálními členy v první polovině roku 2007.
V dalších letech vydala kapela album Jasmuz, věnované moudrosti kováře.
Roku 2006 také poprvé vystoupila na festivalu Brutal Assault.

## Diskografie
Studiová alba
- Ve hvozdech... (2001)
- Synové lesů (2002)
- V rachotu hromů (2003)
- Skryti v mlze (2006)
- Jasmuz (2010)
- Vnitřní tma (2012)
- Každý strom má svůj stín (2017)

Živá alba
- Svatoboj (Metal Swamp no. 22) (2006)

Kompilace
- Ve hvozdech & Synové lesů (2010)

EP
- Tváře stromů (2003)

Dema
- Dech pohanských větrů (1999)